# He Chao
He Chao (chinesisch 何超; * 11. Februar 1992 in Zhanjiang, Guangdong) ist ein chinesischer Wasserspringer, der im Kunstspringen vom 1- und 3-m-Brett sowie Synchronspringen vom 3-m-Brett antritt.
He Chao ist der jüngere Bruder von Weltmeister und Olympiasieger He Chong und begann im Alter von sechs Jahren mit dem Wasserspringen, nachdem er seinen Bruder häufig beim Training besucht hatte und von dessen Trainer dazu eingeladen worden war, es selbst auszuprobieren. Seine Schwester He Shuting bestreitet ebenfalls Wettkämpfe im Wasserspringen.
He debütierte 2009 bei internationalen Wettkämpfen. 2010 wurde er in seiner Altersklasse Juniorenweltmeister im Synchronspringen vom 3-m-Brett. Ab 2012 startete er beim FINA Grand Prix und erreichte mehrere Podestplätze und Siege, vor allem im Einzel- und Synchronspringen vom 3-m-Brett. 2013 startete er erstmals in der World Series und erzielte auch dort auf Anhieb Platzierungen auf dem Podium. 2014 gewann er bei den Asienspielen in Incheon Gold vom 1-m-Brett vor seinem Bruder und Silber vom 3-m-Brett hinter Cao Yuan. Bei den Weltmeisterschaften 2015 in Kasan gewann er in Abwesenheit seines Bruders Gold vom 3-m-Brett, nachdem dieser den Titel bei den drei vorhergehenden Austragungen gewonnen hatte. Vom 1-m-Brett wurde He Chao Siebter.
2017 gewann He bei den Schwimmweltmeisterschaften in Budapest die Silbermedaille vom 1-m-Brett, hinter seinem Landsmann Peng Jianfeng.